# 357 Ninina
357 Ninina là một tiểu hành tinh rất lớn ở vành đai chính. Nó do Auguste Charlois phát hiện ngày 11.2.1893 ở Nice. Không biết rõ nguồn gốc tên của nó.